# Sutherland Trail
Der Sutherland Trail ist ein Weitwanderweg im Norden Schottlands. Er führt auf 112 km von Lochinver bis Tongue in der Region Highland.

## Streckenverlauf
Der Sutherland Trail verläuft meist auf Pfaden durch den wenig besiedelten nördlichsten Teil Schottlands. Von Lochinver startend verläuft die Strecke zuerst 20 km Richtung Südosten, vorbei an der unbewirtschafteten Hütte Suileag. Danach folgt der Weg weiteren Pfaden und wenig befahrenen Straßen Richtung Nordosten, durchquert einige Anhöhen der Northwest Highlands, um dann in Tongue zu enden. Man trifft entlang der Strecke nur auf wenige kleine Siedlungen. Der Großteil der Strecke verläuft durch Wildnis.

## Siedlungen
Die größeren Orte entlang des Sutherland Trails sind:
- Lochinver
- Ledmore
- Inchnadamph
- Kylestrome
- Tongue